# Đại học Athens
Đại học Quốc gia và Kapodistria Athens (tiếng Hy Lạp: Εθνικόν και Καποδιστριακόν Πανεπιστήμιον Αθηνών) là một trường đại học tại thủ đô Athens, Hy Lạp. Đây là trường đại học lâu đời nhất ở Đông Nam châu Âu  và đã hoạt động liên tục từ khi thành lập vào năm 1837. Ngày nay, nó là tổ chức lớn thứ hai đại học ở Hy Lạp, với hơn 50.000 sinh viên đại học. Nó là một trong các trường đại học xếp hạng hàng đầu ở Hy Lạp, và xếp hạng 177 trên thế giới theo xếp hạng của Times Higher Education-QS World University Rankings 2009.

## Lịch sử
Đại học Quốc gia và Kapodistria Athens đã được thành lập vào ngày 03 tháng 5 năm 1837, và được đặt trong nơi cư trú của các kiến trúc sư Stamatis Kleanthes và Eduard Schaubert, trên sườn núi phía đông bắc của Acropolis. Đó là trường đại học đầu tiên không chỉ ở Nhà nước Hy Lạp mới thành lập mà còn trong tất cả các khu vực Balkan và Đông Địa Trung Hải nói chung.
Trước khi nó được đổi tên để tôn vinh Ioannis Kapodistrias, người đứng đầu đầu tiên của nhà nước độc lập Hy Lạp, trường đại học đã được biết đến là Đại học Othonia theo vị vua Otto và bao gồm bốn khoa thần học, luật, y học và nghệ thuật (bao gồm khoa học ứng dụng và toán học). Trường có 33 giáo sư, 52 sinh viên và 75 sinh viên dự thính không trúng. Trong tháng 11 năm 1841, các lớp học bắt đầu trong một tòa nhà mới được thiết kế bởi kiến trúc sư Christian Hansen của Đan Mạch. Propylaea được thiết kế bởi em trai Hansen, Theophil Hansen năm 1859, nhưng dự án xây dựng không hoàn thành cho đến khi 1885.
Một thay đổi lớn trong cấu trúc của trường đại học đến năm 1904, khi khoa nghệ thuật được chia thành hai khoa riêng biệt của Nghệ thuật và Khoa học, sau này bao gồm các phòng ban của Vật lý và Toán học và Trường Dược. Năm 1919, một bộ phận của hóa học đã được bổ sung, vào năm 1922, Trường Dược được đổi tên thành một cục. Một sự thay đổi hơn nữa đến khi các trường học của Nha khoa đã được bổ sung vào các giảng viên của y học.
Trong giai đoạn này đầu tiên và giai đoạn "anh hùng" cho giáo dục Hy Lạp, các giảng viên đại học đã có những nỗ lực tuyệt vời để lấp đầy khoảng cách giữa các tổ chức mới được thành lập và những trường lâu đời hơn ở các nước khác.